# 서라벌대학교
서라벌대학교(徐羅伐大學校, Sorabol University)는 대한민국의 경상북도 경주시에 위치한 사립 전문대학이었다.
동일 운영 법인 내 일반대학 경주대학교와 통합이 대한민국 교육부의 승인을 받으며, 2024년 3월 통폐합으로 43년만에 되었으며, 대학교 새 명칭은 신경주대학교로 확정되었다.

## 연혁
1981년 3월, 학교법인 원석학원에 의하여 경주실업전문대학이 개교한 것이 시초이다. 1988년 12월, 경주전문대학으로 교명을 변경하였으며, 1998년 6월 서라벌대학으로 교명을 다시 변경했다.
2023년 4월 18일, 교육부가 경주대학교와의 틍폐합을 승인했다. 이에 따라 2024년 신경주대학교로 교명을 변경할 예정이며, 교정은 기존 경주대학교의 교지를 사용하고 서라벌대학교의 교지는 운영 법인 수익용 자산으로 전환되어 2024년부터 서라벌대학교에서 교수 과정은 이뤄지지 않을 예정이다.
한편, 2010년과 2011년, 2012년에 대한민국 교육과학기술부에서 재정지원제한 등으로 선정한 바 있다. 2018년 실시된 대학기본역량진단에서 재정지원제한대학에 선정된 이력이 있다.